# پارک جه بوم
پارک جه بوم (کره‌ای: 박재범؛ زادهٔ ۱۹۷۱) فیلم‌نامه‌نویس تلویزیونی اهل کره جنوبی است. او حرفه نویسندگی خود را در سال ۲۰۰۰ با نوشتن فیلم‌نامه‌ای به نام تئاتر آغاز کرد و سپس فیلم‌نامهٔ دو قسمت از درام‌های تک قسمتی کی‌بی‌اس در سال ۲۰۰۲ و ۲۰۰۳ را نوشت. در سال ۲۰۱۰ او آغاز به کار رسمی خود را با نویسندگی مجموعه تلویزیونی اوسی‌ان به نام امتحان الهی آغاز کرد. در سال ۲۰۱۳، او فیلمنامه دکتر خوب را نوشت که در مجموعه تلویزیونی آمریکایی دکتر خوب اقتباس شد. پارک جه بوم به خاطر «سه‌گانه عدالت» خودخواندهٔ خود که شامل آثار مورد تحسین قرار گرفته مدیر خوب، کشیش بی‌اعصاب و وینچنزو است، شناخته می‌شود.

## فیلم‌شناسی

### فیلم
| سال  | عنوان               | عنوان    | نقش           | نقش                      | منابع |
| سال  | فارسی               | کره‌ای    | فیلم‌نامه اصلی | فیلم‌نامه اقتباسی         | منابع |
| ---- | ------------------- | -------- | ------------- | ------------------------ | ----- |
| ۲۰۰۰ | تئاتر               | 씨어터   | پارک جه بوم   | —                        | [ ۱ ] |
| ۲۰۱۸ | خشم                 | 여곡성   | پارک جه بوم   | —                        | [ ۲ ] |
| ۲۰۲۲ | اعلام وضعیت اضطراری | 비상선언 | —             | پارک جه بوم و یو گاپ یول | [ ۳ ] |

### مجموعه تلویزیونی
| سال  | عنوان                                                     | عنوان                              | شبکه      | نقش                 | نقش         | منابع  |
| سال  | فارسی                                                     | کره‌ای                              | شبکه      | فیلم‌نامه‌نویس        | سازنده      | منابع  |
| ---- | --------------------------------------------------------- | ---------------------------------- | --------- | ------------------- | ----------- | ------ |
| ۲۰۰۲ | کی‌بی‌اس دراما سیتی «Panty model»                           | KBS 드라마시티 팬티모델            | کی‌بی‌اس۲   | پارک جه بوم         | —           | [ ۴ ]  |
| ۲۰۰۳ | کی‌بی‌اس دراما سیتی «University S law department in a case» | KBS 드라마시티 S대 법학과 미달사건 | کی‌بی‌اس۲   | پارک جه بوم         | —           | [ ۴ ]  |
| ۲۰۱۰ | امتحان الهی                                               | 신의 퀴즈 1                        | اوسی‌ان    | پارک جه بوم         | —           | [ ۵ ]  |
| ۲۰۱۱ | امتحان الهی                                               | 신의 퀴즈 2                        | اوسی‌ان    | پارک جه بوم         | —           | [ ۶ ]  |
| ۲۰۱۲ | امتحان الهی                                               | 신의 퀴즈 3                        | اوسی‌ان    | پارک ده سونگ        | پارک جه بوم | [ ۷ ]  |
| ۲۰۱۴ | امتحان الهی                                               | 신의 퀴즈 4                        | اوسی‌ان    | لی دو ایل           | پارک جه بوم | [ ۸ ]  |
| ۲۰۱۸ | امتحان الهی                                               | 신의 퀴즈                          | اوسی‌ان    | کانگ اون سون        | پارک جه بوم | [ ۹ ]  |
| ۲۰۱۳ | دکتر خوب                                                  | 굿 닥터                            | کی‌بی‌اس۲   | پارک جه بوم         | —           | [ ۴ ]  |
| ۲۰۱۴ | درامای ویژه کی‌بی‌اس «A revengeful spirit»                  | KBS 드라마 스페셜 원혼             | کی‌بی‌اس۲   | پارک جه بوم         | —           | [ ۱۰ ] |
| ۲۰۱۵ | خون                                                       | 블러드                             | کی‌بی‌اس۲   | پارک جه بوم         | —           | [ ۱۱ ] |
| ۲۰۱۷ | مدیر خوب                                                  | 김과장                             | کی‌بی‌اس۲   | پارک جه بوم         | —           | [ ۱۲ ] |
| ۲۰۱۹ | کشیش بی‌اعصاب                                              | 열혈사제                           | اس‌بی‌اس    | پارک جه بوم         | —           | [ ۱۳ ] |
| ۲۰۲۰ | دینر میت                                                  | 저녁 같이 드실래요?                | ام‌بی‌سی    | - کیم جو - لی جو ها | پارک جه بوم | [ ۱۴ ] |
| ۲۰۲۱ | وینچنزو                                                   | 빈센조                             | تی‌وی‌ان    | پارک جه بوم         | پارک جه بوم | [ ۱۵ ] |
| ۲۰۲۴ | کارآگاه ارشد ۱۹۵۸                                         | 수사반장 1963                      | ام‌بی‌سی    | کیم یونگ شین        | پارک جه بوم | [ ۱۶ ] |
| ن/م  | کشیش بی‌اعصاب فصل ۲                                        | 열혈사제                           | اس‌بی‌اس    | پارک جه بوم         | پارک جه بوم | [ ۱۷ ] |
| ن/م  | Shaman                                                    | 무당                               | OTT (TBA) | پارک جه بوم         | پارک جه بوم | [ ۱۸ ] |